# 羟乙醛
羟乙醛（英語：Glycolaldehyde）是化学式为HOCH2-CHO的有机化合物，是最简单的羟基醛。羟乙醛常温常压下为白色固体，化学性质较为活泼，在生物圈和星际分子中都存在。尽管羟乙醛的分子式也符合Cn(H2O)n的比例，但很少将其视为醣類（乙醣）。

## 结构

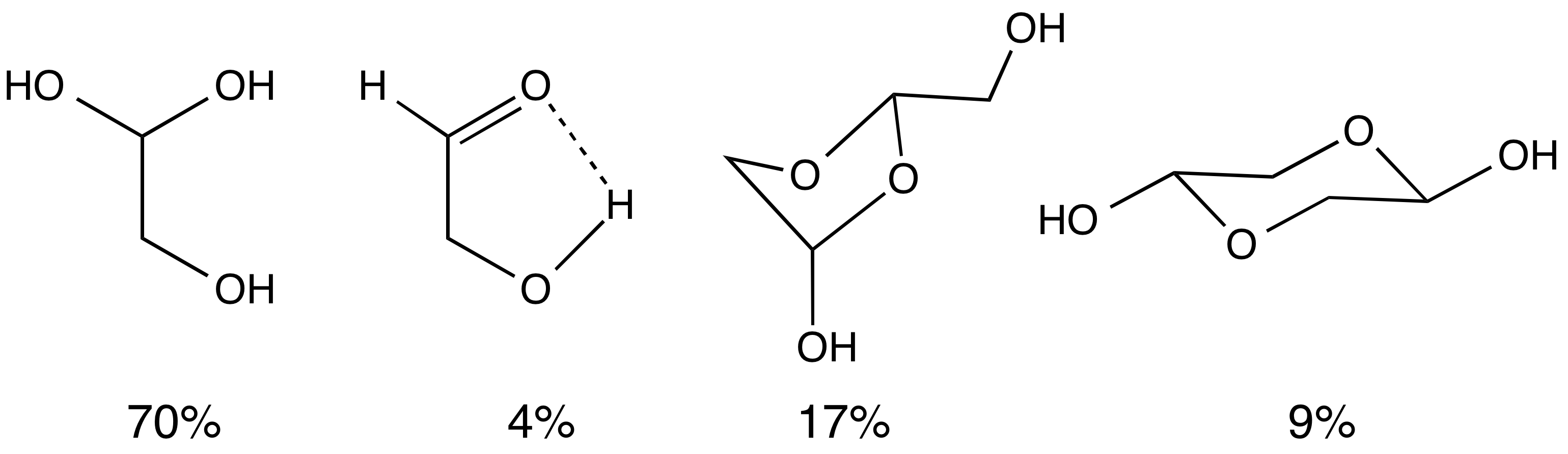
羟乙醛在20%的水溶液中，会以这四种形式存在